# De L'Église (metrostation)
De L'Église is een metrostation in het arrondissement Verdun van de Canadese stad Montréal in de provincie Québec. Het station werd geopend op 3 september 1978 en wordt bediend door de groene lijn van de metro van Montréal. In 2019 gebruikten 3.199.191 vertrekkende reizigers het station.
Het station dankt zijn naam aan de rue de l'Église.
Het station was door de architecten Lemay en Leclerc ontworpen als een "normaal" station met naast elkaar liggende sporen, en daarnaast de twee perrons. Tijdens de werken is echter een en ander fout gelopen, toen de onstabiele schalieformatie instortte, en zelfs een deel van de straat in de diepte verdween. Om de stabiliteitsproblemen op te lossen moesten het station en de aankomende sporen hertekend worden. De sporen werden boven elkaar gelegd (het spoor naar Angrignon beneden, en dat naar Honoré-Beaugrand daarboven), met de perrons aan de linkerzijde.
De kunstenaars Claude Théberge en Antoine Lamarche, die ook in het nabije station Verdun hebben samengewerkt, realiseerden grafische motieven in het beton van het station.